# هارستاد
هارستاد (بالنرويجية: Harstad)‏ هي ثاني أكثر بلدية اكتظاظاً بالسكان في مقاطعة ترومس، النرويج. أغلب أجزاء المدينة تقع في جزيرة هينويا. مركز البلدية هي بلدة هارستاد، أكثر بلدة اكتظاظاً بالسكان في هولوغالاند الوسطى، وهي ثالث أكبر مدينة في شمال النرويج. بُنيَت هذه البلدة في سنة 1904. من بين القرى الأخرى في البلدية إلغسنيس، وفاوسكفوغ، وغاوسفيك، وغروتافار، وكاسفيورد، ولوندسنيس، ونيرغورن، وسورفيكا.

## علاقات دولية

### بلدات توأم — مدن شقيقة
المدن التوأم لهذه المدينة هي:
- هيليسينكور في الدنمارك
- كيروفسك، مورمانسك أوبلاست في روسيا
- أوميو في السويد
- فآسا في فنلندا

## أعلام
- كريستيان كريستنسن
- رودولف أندرياسن
- جيرد كريستيانسن
- روار كريستنسن
- سيسيليا
- رونار نورمانن